# Can Fussimany

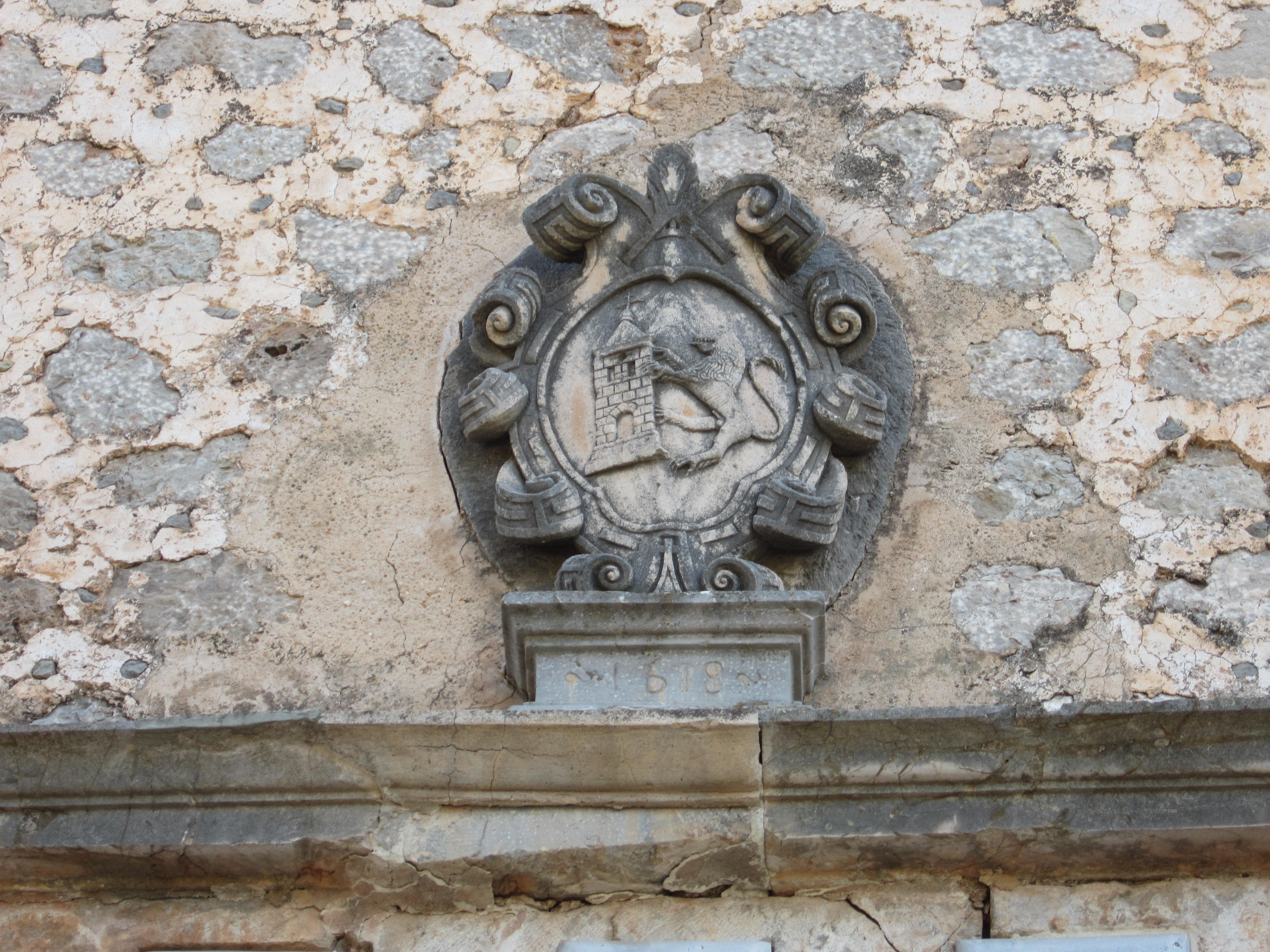
Detall de la porta

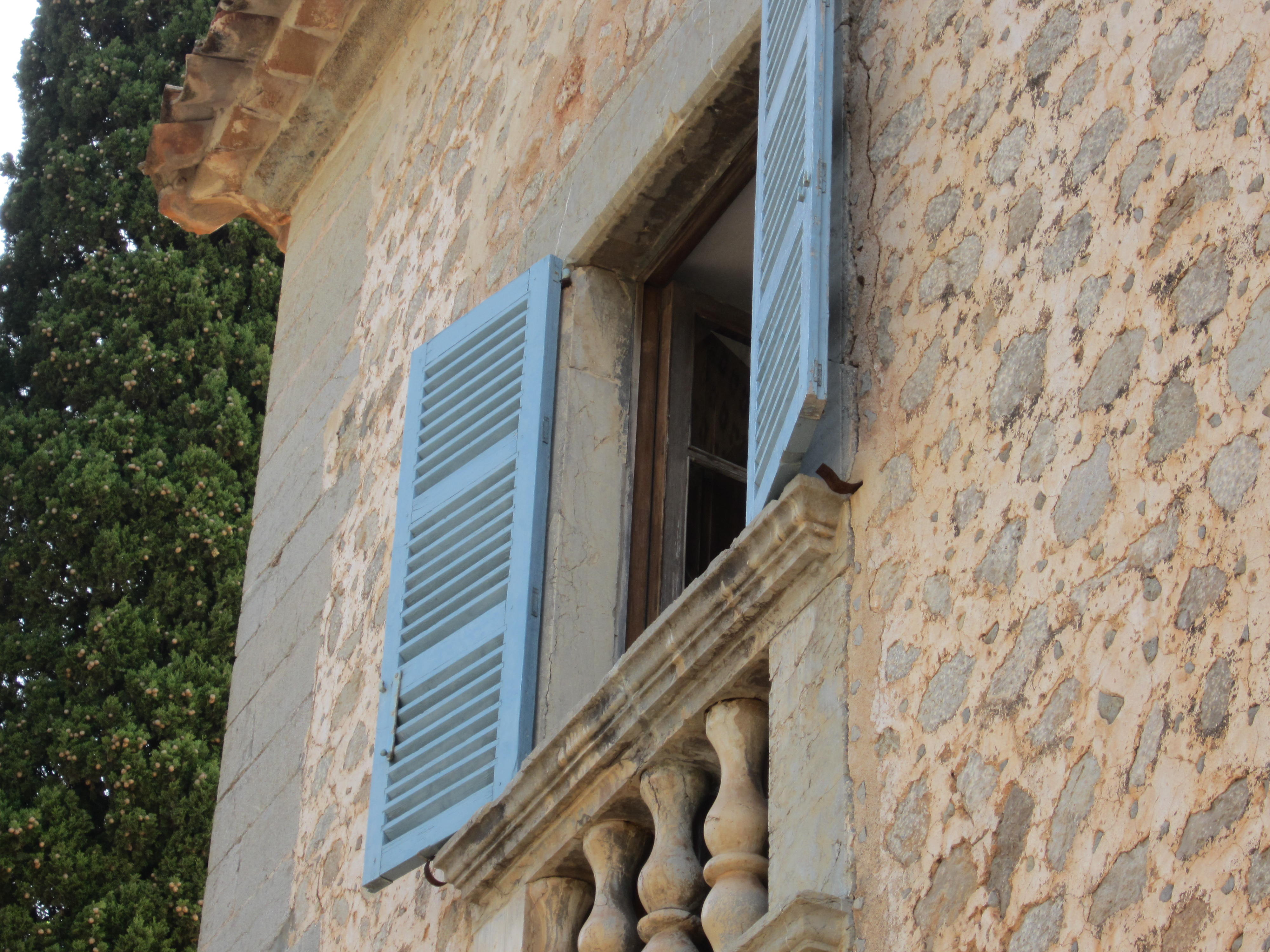
Detall d'una finestra

Can Fussimany, també anomenada Can Forcimany, i antigament coneguda com a l'Heretat és una possessió mallorquina que es troba ben a prop del nucli de Deià, a Mallorca.
L'any 1611, el genovès Cesare Faccio la va vendre a Joan A. Forcimany, de qui prengué el nom; el nou propietari va dur a terme importants reformes que es perllongaren fins a l'any 1618 (data que trobam a l'escut dels Forcimanya -torre i lleó llampant- sobre el portal forà). L'any 1659 estava valorada en 10.000 lliures. En el segle xviii passà a mans dels Visconti, originaris de Milà.
En el segle xix la va adquirir en Guillem Cardell, senyor de Son Rutlan; els seus descendents hi segueixen vivint; entre ells hi trobam el pintor Joan Miralles Lladó, vidu de n'Àngela Cardell.